# John Blissard
John Blissard (* 1803 in Northampton; † 1875 in Hampstead Norreys oder Norris) war ein britischer Geistlicher und Mathematiker, der sich mit Kombinatorik befasste und Begründer des Umbral-Kalküls ist.

## Leben
Blissard war der Sohn eines Arztes. Er studierte ab 1822 in Cambridge (St. John’s College). In den Tripos wurde er 1826 senior optime und erhielt im selben Jahr den Bachelor-Abschluss. 1827 wurde er ordiniert und wurde Kurat in einer Pfarrstelle in Bedfordshire. 1829 wurde er Kurat und nach dem Tod seines Vorgängers 1843 Vikar in Hampstead Norreys, wo er bis zu seinem Tod blieb.
Schon als Student unternahm er mathematische Forschung. Sein Aufsatz zum Umbral-Kalkül erschien 1861. Er plante ein Buch darüber zu veröffentlichen, kam aber nicht dazu. Er veröffentlichte regelmäßig Probleme in der Educational Times.
Neben seinem Vikarsamt trainierte er Studenten für die Tripos in Cambridge in Mathematik, darunter die Söhne von zwei Leibärzten der Queen Victoria.
1827 heiratete er Martha Morton, mit der er zwölf Kinder hatte.